# Nadia Payot
Nadine Georgine Payot (Odessa, 1887 — Suisse, décembre 1966) est une médecin française, connue pour avoir été une des pionnières de la cosmétique et des produits et traitements de beauté pour femmes.

## Biographie
Elle est née en 1887 à Odessa, ville de l'Empire russe à l'époque, une puissance en déliquescence. Elle y effectue ses études secondaires. Elle s'installe en Suisse, à Lausanne, en 1906 et y obtient un diplôme de docteur en médecine en 1912.
Mariée à un ingénieur amené à travailler en Amérique du Sud, elle le suit sur ce continent. En 1917, elle se rend à New York et y découvre les premiers instituts de beauté : elle décide de se consacrer à cette activité, et rencontre Helena Rubinstein. 
Elle y aurait rencontré également la ballerine russe Anna Pavlova et aurait été frappée par l’écart entre la jeunesse du corps et les marques de fatigue du visage de la danseuse. Ceci la conduit à travailler sur des produits de soin pour le visage mais aussi à une gymnastique faciale et une méthode d’application des produits, dans une logique associant l'activité physique, l'hygiène et l'entretien de la peau. 
En 1920, elle est de retour en Europe et s’installe à Paris. Elle met au point des conseils, des gestuelles et fabrique ses propres produits. En 1925, elle s’installe rue de Richepance et crée son premier institut (qui se déplacera ultérieurement au 10 rue de Castiglione). Elle forme celles qui travaillent au sein de son institut comme « esthéticiennes ».
En 1933, elle publie deux livres, Être belle, aux PUF, puis Livres d’heures de la Beauté, où elle  apprend à nettoyer, nourrir, stimuler, ainsi qu’un rituel de sept mouvements de massage et quatre mouvements de gymnastique. Un nouvel institut est créé à Biarritz. Elle est une des premières, après Helena Rubinstein, à s'appuyer sur des arguments a priori scientifique dans la promotion de produits et méthodes cosmétiques.
En 1947, l'usine de fabrication et les laboratoires déménagent à Bois-Colombes. L'espace libéré rue de Castiglione lui permet alors de créer la première école de soins esthétiques. 
Au cours des années cinquante, la marque se développe et des succursales sont inaugurées. Nadine Payot accueille les candidates, fait passer les évaluations de fin d’étude, sert de modèle. Elle reçoit également des clientes pour des examens de peau. Elle meurt en décembre 1966.